# Roselawn
Roselawn is een plaats met ongeveer 4000 inwoners  (census-designated place) in de Amerikaanse staat Indiana, en valt bestuurlijk gezien onder Jasper County en Newton County.
Roselawn is gekend als de crashlocatie van American Eagle-vlucht 4184 op 31 oktober 1994, een ongeluk waarbij alle 64 passagiers en vier bemanningsleden omkwamen.

## Demografie
Bij de volkstelling in 2000 werd het aantal inwoners vastgesteld op 3933.

## Geografie
Volgens het United States Census Bureau beslaat de plaats een oppervlakte van
21,0 km², geheel bestaande uit land.

## Festival
Roselawn staat bekend om het evenement Nudes-A-Poppin' dat er sinds 1975 jaarlijks plaatsvindt.

## Plaatsen in de nabije omgeving
De onderstaande figuur toont nabijgelegen plaatsen in een straal van 20 km rond Roselawn.